# Skaði

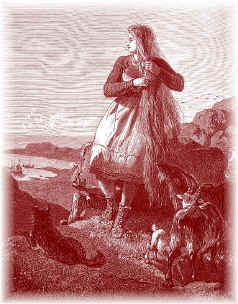
Skaði in un disegno di Lorenz Frølich.

Skaði (talvolta anglicizzato in Skadi) è una figura della mitologia norrena. Inizialmente una gigantessa, venne accolta nella stirpe dei Vanir dopo aver sposato il dio Njörðr.
Nonostante la sua ambigua natura, a metà tra divinità e gigantessa, Skaði ebbe un culto, attestato anche da diversi toponimi. Si tratta di una divinità "invernale", delle montagne e della caccia: Snorri riferisce che Skaði usa gli sci per muoversi tra i monti, dove si reca a cacciare con l'arco. In questo è dunque simile al dio Ullr, ed è chiamata "dea degli sci" (Ǫndurgoð o Ǫndurdís). L'etimologia del nome Skaði è invece incerta: c'è chi lo lega al termine omofono skaði ("ingiuria"), chi invece al gotico skadus e antico inglese scaedu (ombra, onta).
Skaði accorse ad Ásgarðr dopo che gli Dèi causarono la morte di suo padre, il gigante Þjazi, armata di tutto punto e decisa a vendicarlo. Gli Dèi tentarono una conciliazione, che lei accettò a due condizioni: uno di loro sarebbe diventato il suo sposo; inoltre, dovevano riuscire a farla ridere. Alla seconda condizione, che lei reputava impossibile da ottenere, pensò il dio Loki, il quale prese una corda e ne legò un capo alla barba d'una capra e una al proprio scroto: di fronte alla scena della capra e di Loki che tiravano entrambi la corda urlando di dolore, la gigantessa non poté trattenersi dal ridere. Per il marito, le fu imposto di sceglierlo potendo guardare unicamente i piedi dei candidati: così scelse quello che li aveva più belli, pensando si trattasse di Baldr; e invece era Njǫrðr.
Il rapporto tra Skaði, gigantessa delle montagne e Njǫrðr, dio del mare, non fu dei migliori. Inizialmente non riuscirono a mettersi d'accordo sul luogo in cui avrebbero vissuto. Provarono quindi ad alternare la residenza: avrebbero trascorso nove notti a Nóatún, la dimora sul mare di Njǫrðr, e poi altre nove a Þrymheimr, la dimora tra le montagne di Skaði. Ma nessuno dei due fu soddisfatto dell'accordo: Njǫrðr si lamentava dell'ululato dei lupi, lei delle strida dei gabbiani. Alla fine si dice che Skaði se ne sia tornata, sola, tra le montagne. Quest'ultimo episodio ha un parallelo praticamente identico nella storia dell'eroe Hadingus. L'unione tra Skaði e Njǫrðr in quanto lei gigantessa e lui dio richiama invece quella tra Gerðr e Freyr.
Ambiguo pare il rapporto che lega Skaði a Loki: questi, nella Lokasenna, la accusa di avergli offerto il proprio corpo (e questo nonostante proprio Loki sia stato la causa della morte del padre di lei). Più avanti, però, quando Loki verrà incatenato perché non possa più nuocere sino al Ragnarǫk, è Skaði stessa a legargli sopra il capo il serpe velenoso che stilla costantemente veleno sul volto del dio.
Di Skaði si dice poi che ebbe anche diversi figli con Odino, tra cui Sæmingr.
Alcuni studiosi, ipotizzando che il suo sposo Njǫrðr fosse in origine una divinità femminile, giudicano probabile che Skaði, nei tempi più antichi, fosse una divinità maschile. Quest'ultima congettura sarebbe confermata dal fatto che Skaði è un nome tipicamente maschile, e così anche le sue attività di caccia.